# Lacipea
Lacipea era un asentamiento de la península ibérica dentro de la Lusitania. En el siglo III aparece relacionada como mansio en el Itinerario Antonino A-25 encabezado con el título de Alio itinere ab Emerita Cesaragustam 369 que significa Otro camino de Mérida a Zaragoza, 369 millas. Entre las plazas de Augusta Emerita y Leuciana. Su identifica habitualmente con el municipio de Villar de Rena.